# Wollfledermäuse
Die Wollfledermäuse (Kerivoula) sind eine Fledermausgattung aus der Familie der Glattnasen (Vespertilionidae), wo sie in einer eigenen Unterfamilie, Kerivoulinae, eingeordnet wird. Die Gattung umfasst über 25 Arten, die in Afrika, Südostasien, Neuguinea und Australien verbreitet sind.
Der wissenschaftliche Gattungsname ist aus dem auf Sri Lanka gebräuchlichen Wort kehevoulha abgeleitet. Es bezieht sich auf Fledermäuse, die eng an Wegerichgewächse gebunden sind.

## Beschreibung
Wollfledermäuse sind durch ihr wolliges, farbenprächtiges Fell charakterisiert, weswegen sie auf Englisch als „Painted Bats“ bezeichnet werden. Manche Arten sind orange gefärbt, mit schwarzen Flügeln und orangen Fingern. Andere Arten sind rotbraun, olivfarben oder gräulich, oft mit grauweißen Einsprenkelungen. Die Ohren sind groß und spitz, mit 38 Zähnen haben sie die meisten aller Fledertiere. Diese Fledermäuse sind sehr kleine Tiere, sie erreichen eine Kopfrumpflänge von 31 bis 57 Millimetern, eine Schwanzlänge von 32 bis 55 Millimetern und ein Gewicht von 4 bis 10 Gramm.

## Lebensweise
Wollfledermäuse leben hauptsächlich in Wäldern. Als Schlafplätze dienen ihnen Blätter, Baumhöhlen und manchmal auch die verlassenen Nester von Webervögeln. Ihre Fellfärbung ähnelt den Blättern mancher Bäume und dient so als Tarnung. Sie schlafen allein oder in kleinen Gruppen von bis zu vier Tieren, die möglicherweise Familiengruppen darstellen. Wie die meisten Fledermäuse sind sie nachtaktiv, ihre Nahrung dürfte aus Insekten bestehen.

## Die Arten

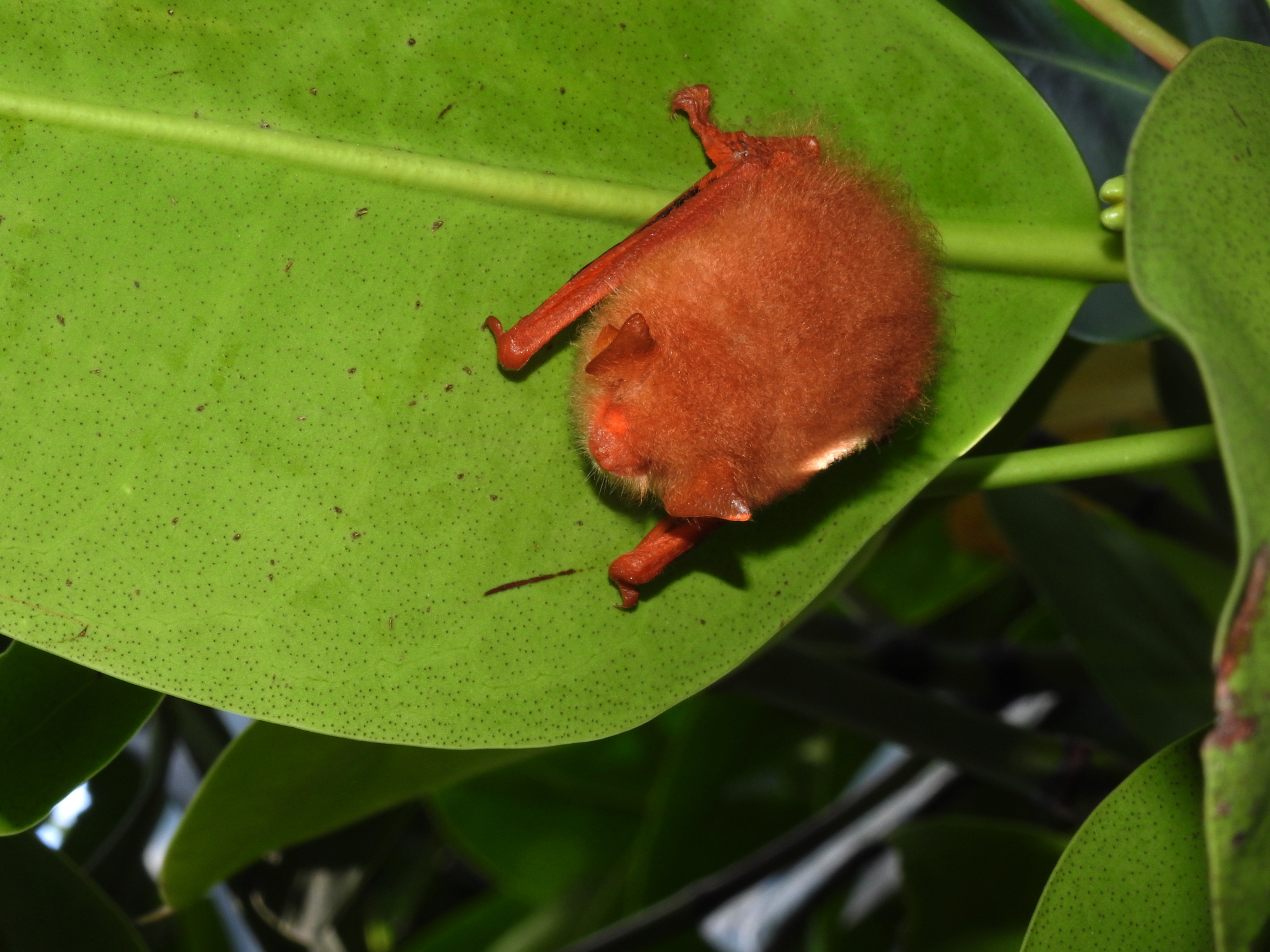
Kerivoula picta

Es werden über 25 Arten der Gattung Kerivoula unterschieden:
- Kerivoula aerosa ist kaum bekannt. Sie lebt möglicherweise auf Sulawesi.
- Kerivoula africana ist in Tansania endemisch. Die Art gilt als bedroht.
- Kerivoula agnella lebt nur auf einigen Inseln südöstlich von Neuguinea. Die IUCN listet sie als gefährdet.
- Bunte Wollfledermaus (Kerivoula argentata) ist im östlichen und südlichen Afrika verbreitet.
- Kerivoula atrox lebt auf der Malaiischen Halbinsel, Sumatra und Borneo.
- Kerivoula cuprosa ist von Kamerun bis Kenia verbreitet.
- Kerivoula depressa
- Kerivoula eriophora ist in Äthiopien endemisch. Die Art ist nur durch ein Exemplar bekannt und möglicherweise mit Kerivoula africana konspezifisch.
- Kerivoula flora lebt auf Borneo und den Kleinen Sunda-Inseln.
- Kerivoula furva lebt auf Taiwan und dem gegenüberliegenden Festland.
- Hardwick-Wollfledermaus (Kerivoula hardwickii) ist von Indien bis zu den Philippinen und den Kleinen Sunda-Inseln verbreitet.
- Kerivoula intermedia ist auf der Malaiischen Halbinsel und Borneo beheimatet.
- Kerivoula jagorii ist auf den südlichen Philippinen und Indonesien verbreitet.
- Kerivoula kachinensis kommt in Südostasien vor.
- Kleine Wollfledermaus (Kerivoula lanosa) lebt in ganz Afrika südlich der Sahara.
- Kerivoula minuta ist auf der Malaiischen Halbinsel und Borneo beheimatet.
- Kerivoula muscina ist auf Neuguinea endemisch. Die Art gilt als gefährdet.
- Kerivoula myrella ist bislang von den Molukken und dem Bismarck-Archipel bekannt. Die Art gilt als gefährdet.
- Kerivoula papillosa ist vom nordöstlichen Indien bis Sulawesi verbreitet.
- Kerivoula papuensis lebt auf Neuguinea und im östlichen Australien.
- Klarflügel-Wollfledermaus (Kerivoula pellucida) ist in Malaysia, Indonesien und den Philippinen beheimatet.
- Kerivoula phalaena lebt im mittleren Afrika von Liberia bis zur Demokratischen Republik Kongo.
- Kerivoula picta zählt zu den bekanntesten und farbenprächtigsten Arten. Sie ist von Indien bis in das südliche China und die Molukken verbreitet.
- Kerivoula smithii ist im mittleren Afrika beheimatet.
- Kerivoula titania kommt in Südostasien vor.
- Kerivoula whiteheadi lebt auf den Philippinen, Malaysia und Borneo.